# Cerțești (gmina)
Cerțești – gmina w Rumunii, w okręgu Gałacz. Obejmuje miejscowości Cerțești, Cârlomănești i Cotoroaia. W 2011 roku liczyła 2209 mieszkańców. 